# 松ケ枝町 (大阪市)
松ケ枝町（まつがえちょう）は、大阪府大阪市北区の町名。丁番を持たない単独町名である。

## 地理
大阪市北区東部に位置。北は同心、西は紅梅町、南は東天満、東は天満橋筋を挟んで天満に接する。
地内は閑静な住宅街で、大阪市立扇町総合高等学校や池上雪枝によって設立された日本で初めての感化院である「池上感化院」跡などがある。

## 歴史
元は西成郡川崎村の一部。天満東寺町の南側は明和年間頃から市街化が始まり、新建家は東寺町前と通称された。1873年（明治6年）に大阪北大組へ編入され、当町と紅梅町が起立した。当町は新建家の東半および鉄砲同心屋敷跡と弓同心屋敷跡を町域とする。

## 世帯数と人口
2019年（平成31年）3月31日現在の世帯数と人口は以下の通りである。
| 町丁     | 世帯数  | 人口  |
| -------- | ------- | ----- |
| 松ケ枝町 | 602世帯 | 888人 |

### 人口の変遷
国勢調査による人口の推移。
| 1995年（平成7年）  | 444人 | [ 5 ] |  |
| 2000年（平成12年） | 459人 | [ 6 ] |  |
| 2005年（平成17年） | 571人 | [ 7 ] |  |
| 2010年（平成22年） | 655人 | [ 8 ] |  |
| 2015年（平成27年） | 759人 | [ 9 ] |  |

### 世帯数の変遷
国勢調査による世帯数の推移。
| 1995年（平成7年）  | 238世帯 | [ 5 ] |  |
| 2000年（平成12年） | 214世帯 | [ 6 ] |  |
| 2005年（平成17年） | 338世帯 | [ 7 ] |  |
| 2010年（平成22年） | 425世帯 | [ 8 ] |  |
| 2015年（平成27年） | 532世帯 | [ 9 ] |  |

## 学区
市立小・中学校に通う場合、学区は以下の通りとなる。北区内の全ての市立中学校と、大阪市内の小中一貫校が対象で学校選択が可能（抽選を実施）。
| 番・番地等 | 小学校             | 中学校             |
| ---------- | ------------------ | ------------------ |
| 全域       | 大阪市立堀川小学校 | 大阪市立北稜中学校 |

## 事業所
2016年（平成28年）現在の経済センサス調査による事業所数と従業員数は以下の通りである。
| 町丁     | 事業所数  | 従業員数 |
| -------- | --------- | -------- |
| 松ケ枝町 | 162事業所 | 1,279人  |

## 施設
- 松乃木神社
- 大阪市立扇町総合高等学校
- 池上雪枝感化院跡

## 交通

### 鉄道
- 地内に駅はなく、JR東西線「大阪天満宮駅」または大阪市営地下鉄「南森町駅」が最寄り駅である。

### 道路
主要地方道
- 大阪府道30号大阪和泉泉南線（天満橋筋）

## その他

### 日本郵便
- 〒530-0037[3]（集配局：大阪北郵便局[12]）